# Château de Guyencourt-sur-Noye
Le château de Guyencourt, appelé "la Rougédière", est situé sur le territoire de la commune de Guyencourt-sur-Noye, dans le département de la Somme.

## Historique
La seigneurie de Guyencourt est achetée en 1716 à la famille de Gouffier par Firmin du Crocquet, conseiller au Bailliage d'Amiens, subdélégué de l'Intendant de Picardie, 
Son fils, Firmin Antoine du Crocquet, maire d'Amiens de 1755 à 1757, fit construire le château de Guyencourt au milieu du XVIIIe siècle. il meurt à Amiens en 1773. 
Guyencourt passe à son fils, Antoine du Crocquet de Guyencourt, qui émigre durant la Terreur, mais parvient à reprendre possession de Guyencourt à son retour. 
En septembre 1822, il vend son domaine de Guyencourt à Adrien de Rougé qui fait réaménager la demeure. Cette dernière est restée depuis dans sa descendance. 

### Protection
L'édifice fait l’objet d’une inscription au titre des monuments historiques depuis le 19 mars 1992.

## Caractéristiques
Le château, construit tout en pierre, est composé d'un corps de logis central avec un avant-corps orné d'un fronton. Ce corps de logis central est prolongé par deux ailes plus basses, construites en avancée côté cour et en retrait côté parc.
La ferme faisant face au château est prolongée de deux cours successives, la première délimitée par des bâtiments du XVIIIe siècle, la seconde par des bâtiments construits au XIXe siècle. 
Un pigeonnier-porche en brique et pierre domine les deux cours successives de la ferme du château, lui faisant vis-à-vis.

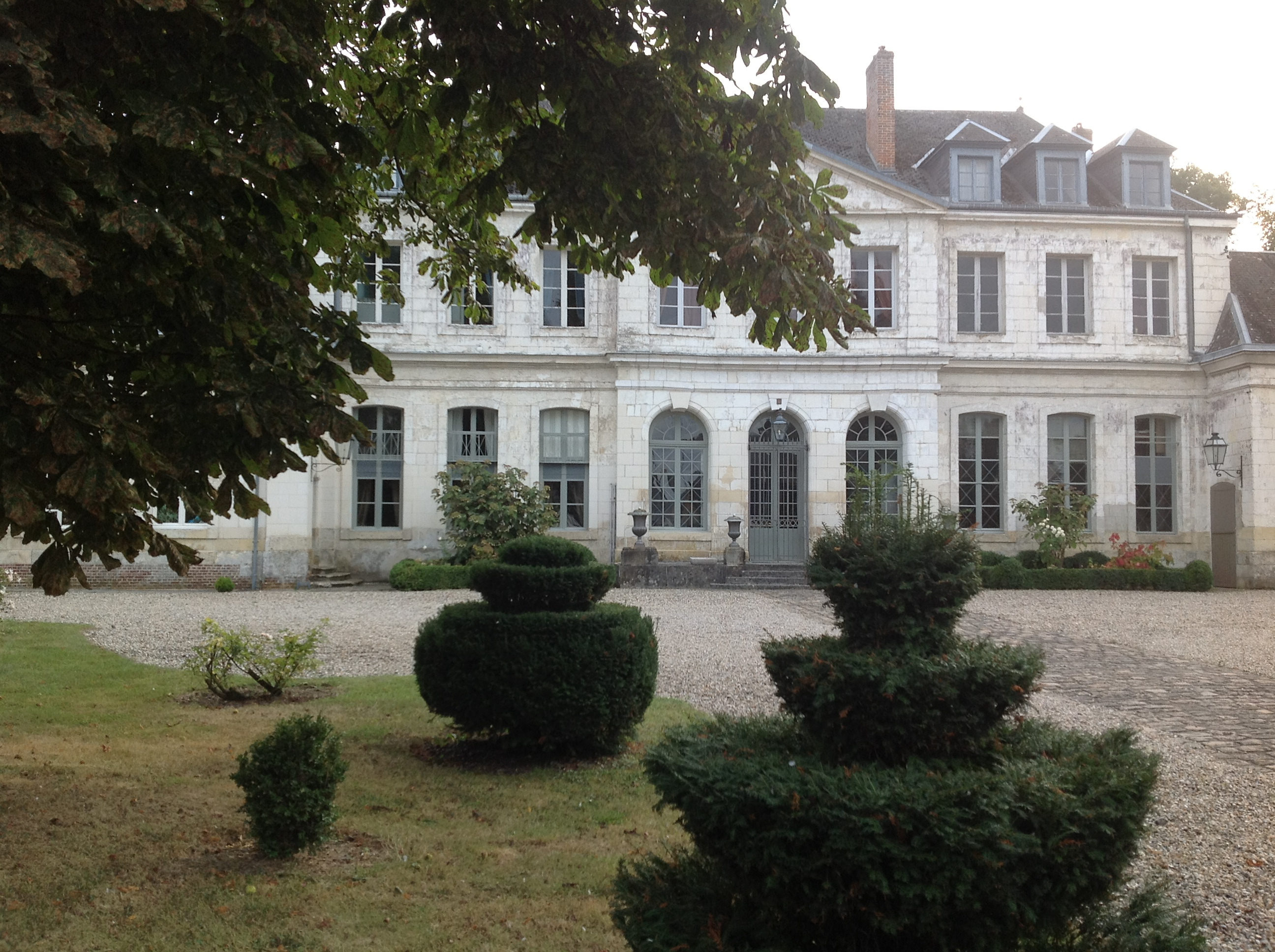